# Parasyrisca arrabonica
Espèce
Parasyrisca arrabonica est une espèce d'araignées aranéomorphes de la famille des Gnaphosidae.

## Distribution
Cette espèce se rencontre en Hongrie, en Ukraine, en Russie et au Kazakhstan.

## Description
Le mâle holotype mesure 7,1 mm et la femelle paratype 9,2 mm.

## Systématique et taxinomie
Cette espèce a été décrite par Szinetár et Eichardt en 2009.

## Étymologie
Son nom d'espèce lui a été donné en référence au lieu de sa découverte, l'Arrabonicum actuellement le Kisalföld.

## Publication originale
- Szinetár, Eichardt & Szüts, 2009 : « The first lowland species of the Holarctic alpine ground spider genus Parasyrisca (Araneae, Gnaphosidae) from Hungary. » ZooKeys, vol. 16, p. 197-208 (texte intégral).